# Ponhof
Ponhof ist ein Ortsteil der Oberpfälzer Gemeinde Wiesent in Bayern.
Der Hof liegt auf einer Höhe von 395 m ü. NHN.

## Geschichte
Der Einhödhof besteht seit dem Jahre 1843. Das Anwesen befindet sich seit 1902 in vierter Generation im Besitz der Familie Prechtner. Aktuell wohnen dort vier Personen. An diesem Standort befindet sich das Bauunternehmen Prechtner Bau. Ponhof gehörte zur Gemeinde Dietersweg und wurde mit dieser im Zuge der Gebietsreform in Bayern 1972 nach Wiesent eingemeindet.